# ドローレス・フォン・エスターライヒ＝トスカーナ
ドローレス・フォン・エスターライヒ＝トスカーナ（Dolores Erzherzogin von Österreich-Toskana, 1891年5月5日 - 1974年4月10日）は、オーストリア帝室の分枝ハプスブルク＝トスカーナ家出身の大公女。トスカーナ大公レオポルド2世の曾孫にあたる。

## 生涯
レオポルト・ザルヴァトール大公と、その妻でスペインのカルリスタ王位請求者であるマドリード公カルロス・マリアの娘ブランカの間の第1子、長女として生まれた。全名はマリア・デ・ロス・ドロレス・ベアトリクス・カロリーナ・ブランカ・レオポルディーナ・マルガレータ・アンナ・ヨーゼファ・ピア・ラファエラ・ミヒャエラ・ジクスタ・スタニスラヴァ・ヒエロニマ・グレゴリア・ゲオルギア・ツェツィーリア・カルミーノ・バルバラ（Maria de los Dolores Beatrix Carolina Blanca Leopoldina Margaretha Anna Josepha Pia Raphaela Michaela Sixta Stanislava Hieronyma Gregoria Georgia Cäcilia Carmino Barbara）である。
両親はウィーンにパレ・トスカーナとヴィルヘルミーネンベルク城の2つの城館を所有し、後者の城だけで80人以上の使用人を抱えるなど、裕福な資産家だった。ドローレスは年齢の近い2人の妹、インマクラータおよびマルガレータと一緒に育てられた。3人の姉妹は芸術への関心を共有し、ドローレスは特に絵画制作に秀でた。両親は娘たちに多言語習得を中心とした教育を授け、母語のドイツ語のほかにフランス語、スペイン語、ハンガリー語そしてイタリア語を学ばせた。
第1次世界大戦後、二重帝国と君主制の崩壊に伴い、大公一家は皇族の身分と全財産を失った。両親、ドローレスと（弟のライナーとレオポルトを除く）7人の弟妹はオーストリア共和国市民になるのを拒否してスペインのバルセロナに移住し、経済的に苦しい生活を余儀なくされた。弟たちが独立し、妹たちが結婚して家を出ていく中で、ドローレスは生涯結婚することなく、未亡人となった母ブランカとの同居を続けた。ドローレスには幼少期から軽度の歩行障害があり、これが生涯独身だったことと関係した可能性がある。母娘は1936年にスペイン内戦を避けてウィーンに戻り、1938年のアンシュルス直後にイタリアに移転、さらに第2次世界大戦期にはバルセロナへ帰った。
終戦後はイタリア・ヴィアレッジョに母が所有するヴィラ・テヌータ・レアーレ（Villa Tenuta Reale）に居を定め、余生を送った。

## 引用
1. ↑  Harding, Lost Waltz, p. 20
2. ↑  Harding, Lost Waltz, p. 28
3. ↑  Harding, Lost Waltz, p. 115
4. ↑  McIntosh, The Unknown Habsburgs, p. 48